# En vacker dag (roman)
En vacker dag är en science fiction-roman från 1970, skriven av den amerikanske pjäs- och romanförfattaren Ira Levin. Boken har originaltiteln This Perfect Day. Den utspelar sig i en framtida teknokratisk dystopi, och jämförs ofta med 1984 och Du sköna nya värld.
Romanen handlar om en ung pojke som under sin uppväxt blir mer och mer medveten om hur begränsad den datorstyrda värld han lever i är, och hans önskan och försök att åstadkomma förändring.

## Mottagande
Kritikern Cherry Wilder menade att Levins "Utopia" var svagt skildrat, men att boken litterärt höll hög kvalitet. David Pringle gav boken två stjärnor av fyra, och menade att den var en smart men professionellt skriven kopia av Aldous Huxleys Du sköna nya värld. 
Levins bok belönades – efter flera tidigare nomineringar – så sent som 1992 med Prometheus Hall of Fame Award, som varande Libertariansk science fiction.